# Azaleapark
Het Azaleapark is een park in het midden van de wijk Assendorp in Zwolle.

## Geschiedenis
Vroeger lag op deze groenstrook in Assendorp de Azaleastraat. De huizen die gebouwd werden tussen 1915 en 1920 waren echter bouwvallig en werden tussen 1977 en 1982 afgebroken. Daarna is besloten om er een park te realiseren. Momenteel ligt er een speeltuin voor de jeugd en een voetbal- en basketbalveldje. In 2006 werd het park gerenoveerd er werden nieuwe paden aangelegd en een groot gedeelte werd opnieuw beplant.

## Trivia
- In 2005 waren er plannen om weer woningen te bouwen in het Azaleapark, dit plan is echter nooit doorgezet.[3]

Archenaultplantsoen · Azaleapark · Badhuiswal - Noordereiland · Broerenkerkplein · De Dobbe · Engelse Werk · Groen assenkruis Holtenbroek · Ittersumerpark · Van Nahuysplein · Nooterhof · Oldenelerpark · Park Aa-landen · Park Eekhout · Park Gerenbroek · Park Gerenlanden · Park Hogenkamp · Park Ittersumerlanden · Park de Wezenlanden · Ter Pelkwijkpark · Twistvlietpark · Potgietersingel · Prins Clauspark · Schellerpark · Stinspark · Oude Weteringzone · Wijkpark Berkum · Zwarte waterpark Holtenbroek · Zwarte waterpark Stadshagen